# Saintie
La Saintie era un'arma bianca inastata del tipo lancia in uso nel subcontinente indiano durante l'Età Moderna. Interamente realizzata in metallo, aveva lunghezza ridotta (meno di un metro), impugnatura centrale protetta da un para-mano (caso questo praticamente unico nelle lance) ed una lama triangolare di pugnale tipo khanjar come "testa".
Come molte altre armi da taglio e da botta indiane, la saintie era ancora in forza agli eserciti locali nel XVIII secolo.